# Franz Xaver von Neveu
Franz Xaver, baron von Neveu, né le 26 février 1749 au château Birseck et mort le 23 août 1828 à Offenbourg), est un prélat catholique suisse, prince-évêque de Bâle de 1794 à sa mort.

## Biographie
Fils du baron Franz Karl Ignaz von Neveu et de Maria-Sophia Reuttner von Weyl, il est ordonné prêtre en 1777.
Il est le dernier prince-évêque de Bâle, de 1794 à 1828.

## Sources
- Marco Jorio, « Neveu, François Xavier de » dans le Dictionnaire historique de la Suisse en ligne, version du 5 août 2009.